# Dschanub Kurdufan
Dschanub Kurdufan (arabisch جنوب كردفان, deutsch Süd-Kurdufan oder Südkordofan) ist ein Bundesstaat im Süden des Sudans, an der Grenze zum Südsudan.
Er hat eine Fläche von 158.355 km² und gemäß der Volkszählung von 2010 rund 2,5 Mio. Einwohner. Seine Hauptstadt ist Kadugli.

## Lage

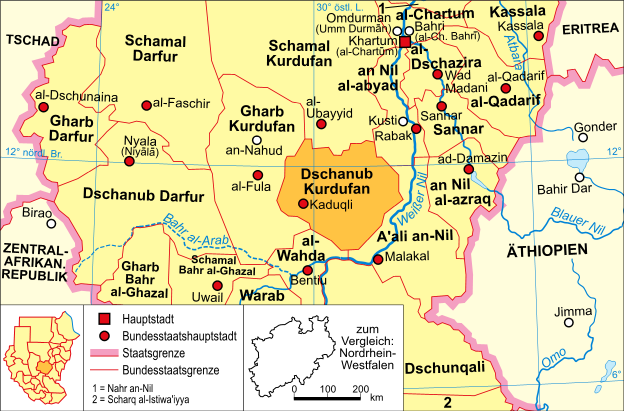
Dschanub Kurdufan in den Grenzen von 1994–2005

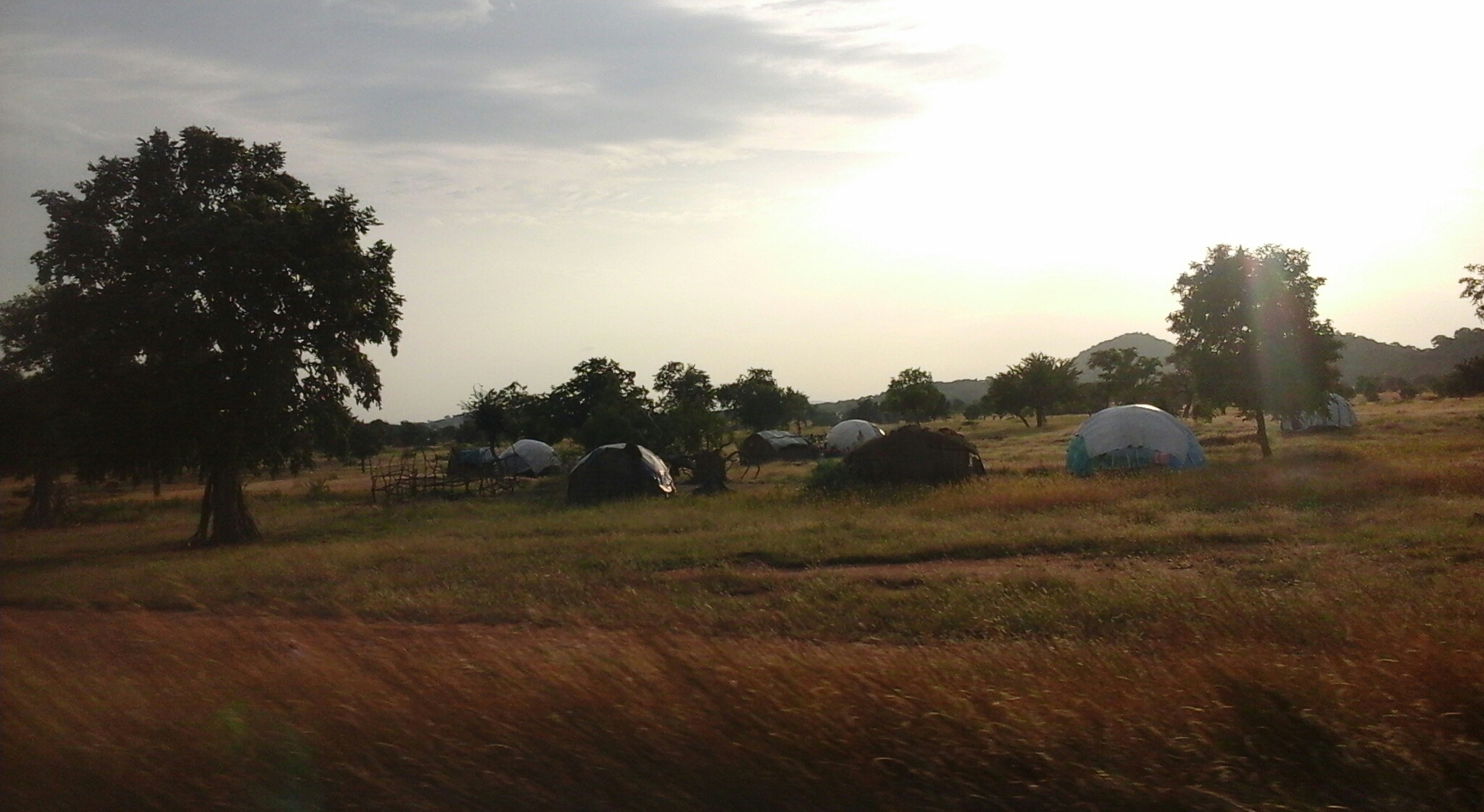
Zelte in der Nähe von Kadugli

Die Landschaft in Dschanub Kurdufan ist von Trockensavanne und Hirsefeldern geprägt. Der Bundesstaat ist von den Nuba-Bergen geprägt. Im Süden liegt das umstrittene Gebiet Abyei, das einen administrativen Sonderstatus hat.
Weitere wichtige Ortschaften neben der Hauptstadt Kadugli sind Dilling, ar-Rashad, Talodi, Dschulud und Jau.

## Bevölkerung
In der Region leben sowohl die schwarzafrikanischen Nuba-Volksgruppen und Dinka als auch verschiedene arabische Volksgruppen wie die Baggara (mit den Untergruppen Misseriya, Hawazma und Awlad Himaid) und ferner die Shanabla, Ma’aliya, Kebabish, Kenena and Beni Jerar.

## Geschichte
Von 1919 bis 1974 und 1991 bis 1994 gehörte das Gebiet des heutigen Bundesstaates Dschanub Kurdufan zur Provinz Kurdufan. 1974 wurde die Provinz Kurdufan zum ersten Mal geteilt, und zwar in die Provinzen Schamal (Nord-) und Dschanub (Süd-) Kurdufan. Am 14. Februar 1994 wurde Kurdufan erneut gespalten, diesmal in die drei Bundesstaaten Nord-, Süd- und Gharb (West-) Kurdufan.
Während des zweiten sudanesischen Bürgerkrieges waren Südkordofan und das damals noch zu Westkordofan gehörende Gebiet um Abyei Schauplatz zahlreicher Kämpfe, denn die hiesigen Nuba und Dinka unterstützten die südsudanesischen Rebellen, während Baggara in Milizen auf Seiten der Regierung kämpften. 2005 wurde Westkordofan nach Maßgabe des Friedensabkommens zwischen Nord- und Südsudan aufgelöst und sein Gebiet zwischen Nord- und Südkordofan aufgeteilt, die damit wieder ihre Grenzen von 1974–1994 erhielten. Dadurch verringerte sich der Bevölkerungsanteil der Nuba im neuen Bundesstaat, da in den früher zu Gharb Kurdufan gehörenden Gebieten vor allem zur sudanesischen Regierung loyale arabische Volksgruppen leben.
Gemäß dem Friedensabkommen hätten die Bewohner von Abyei parallel zum Unabhängigkeitsreferendum im Südsudan 2011 entscheiden sollen, ob das Gebiet künftig zum Nord- oder zum Südsudan gehören soll, doch dieses Referendum wurde abgesagt. Die Bevölkerung des übrigen Bundesstaates soll in einer vage definierten Volksbefragung (Popular Consultation) ihre Meinung über das Friedensabkommen bekunden können.

### Gouverneurswahl und Kämpfe seit 2011
Die Gouverneurswahlen konnten nicht wie in den anderen Bundesstaaten im April 2010 abgehalten werden, weil das offizielle Ergebnis des landesweiten Zensus von 2008 (rund 1,4 Mio. Einwohner) als Grundlage für die Einteilung der Wahlkreise umstritten war. Eine erneute Volkszählung im Juni 2010 ergab eine Einwohnerzahl von rund 2,5 Millionen. Für die Nationalen Kongresspartei NCP trat der amtierende Gouverneur Ahmad Harun an, der vom Internationalen Gerichtshof wegen Verbrechen im Darfur-Konflikt gesucht wird. Als Herausforderer stellte sich der bisherige Vizegouverneur Abdul Aziz al-Hilu von der SPLM zur Wahl. Im Vorfeld der Wahlen griffen Milizen, die Ahmad Harun unterstützen, al-Hilus Heimatort el-Feid an.
Die NCP kündigte an, bei einem Wahlsieg den Bundesstaat Gharb Kurdufan wieder zu errichten. Nuba-Vertreter sprachen sich gegen diesen Vorschlag aus, der einer Spaltung des Bundesstaates Dschanub Kurdufan nach ethnischen und rassischen Kriterien gleichkomme und dem Zusammenleben der Volksgruppen schade. Die Wahlen selbst fanden vom 2. bis zum 4. Mai statt und verliefen friedlich. Am 15. Mai wurde das offizielle Ergebnis bekanntgegeben, wonach Ahmed Harun mit 6.500 Stimmen Vorsprung gegenüber al-Hilu gewonnen habe. Von den Sitzen im Regionalparlament sollen 33 an die NCP und 21 an die SPLM gegangen sein. Die SPLM warf der NCP Wahlfälschung vor, internationale Wahlbeobachter meinten jedoch, die Wahl sei ordnungsgemäß verlaufen.
Ende Mai besetzte die sudanesische Armee die Stadt Abyei und stellte Kämpfern der Sudanesischen Volksbefreiungsarmee (des bewaffneten Arms der SPLM) in Dschanub Kurdufan – sowie im Bundesstaat an-Nil al-azraq – ein Ultimatum, sich bis zum 1. Juni in den Südsudan zurückzuziehen oder ihre Waffen abzugeben. Als die Armee und verbündete Kräfte gegen SPLM-Anhänger vorzugehen begannen, brachen ab dem 5. Juni an verschiedenen Orten in den Nuba-Bergen Kämpfe aus. Dabei wird vom Einsatz schwerer Artillerie und von Luftangriffen, vor allem in den Nuba-Bergen und in der Hauptstadt Kadugli, berichtet. Nach Angaben der Vereinten Nationen sind mehr als 60.000 Menschen vor den Kämpfen geflohen. Es gibt Berichte über „ethnische Säuberungen“ gegen Nuba, und etliche Personen wurden ermordet, weil sie (angeblich) die SPLM unterstützten. Bis zum 15. Juli sollen Hunderte Menschen getötet worden sein. Das Satellite Sentinel Project veröffentlichte Satellitenbilder mutmaßlicher Massengräber bei Kadugli.
Ende Juni unterzeichneten Vertreter der NCP ein Abkommen mit der SPLM, um die Kämpfe in Dschanub Kurdufan zu beenden, doch Präsident Omar al-Baschir erklärte bald darauf öffentlich, das Abkommen sei nicht gültig und die Armee werde ihre Operationen fortsetzen, bis der Bundesstaat von Rebellen „gesäubert“ und Abdul Aziz al-Hilu „verhaftet“ würde.
Ende August berichtete Amnesty International und Human Rights Watch von einer unverminderten Fortsetzung der Bombardierungen. Laut ihrer Darstellung fliegen Flugzeuge des Herstellers Antonow fast täglich ungezielte Flächenbombardements.